# Grinchen
Grinchen er en amerikansk 3D computer animeret julefilm fra 2018 produceret af Illumination. Filmen er baseret på Dr. Seuss bog How the Grinch Stole Christmas! fra 1957.

## Medvirkende
| Karakter            | Engelsk stemme       | Dansk stemme                 |
| ------------------- | -------------------- | ---------------------------- |
| Grinchen            | Benedict Cumberbatch | Niels Olsen                  |
| Cindy-Lou Hvem      | Cameron Seely        | Vega Nana Mehrens            |
| Fortæller           | Pharrell Williams    | Mikael Bertelsen             |
| Donna Hvem          | Rashida Jones        | Lise Baastrup                |
| Kristtjørnsen       | Kenan Thompson       | Al Agami                     |
| Grobert             | Tristan O'Hare       | Vitus Magnussen              |
| Axel                | Ramone Hamilton      | Lucas Lomholt Eriksen        |
| Ozzy                | Sam Lavagnino        | Frederik Riebeling Jørgensen |
| Izzy                | Scarlett Estevez     | Thora Marie Lindt Wolhardt   |
| Borgmester Gevinkel | Angela Lansbury      | Birthe Neumann               |